# Førne
Førne er alt det organiske stof, som ligger på jorden, men som endnu ikke er nedbrudt. Førne kan altså være blade, bark, blomster, frø, træstammer, papir, fjer, hår, ekskrementer osv. Det hele vil med tiden blive nedbrudt, hvis man ser bort fra nogle syntetisk fremstillede produkter som f.eks. PVC, visse bekæmpelsesmidler og den slags.
Nedbrydernes fordel ved at leve af førne er den, at førnen indeholder kemisk energi, som kan bruges i alle nedbrydernes livsprocesser. Hvis nedbrydningen foregår i en iltrig atmosfære, så kan den give organismerne maksimalt udbytte af energi og stof. Hvis der derimod er mangel på ilt og omsætningen bliver anaerob, så foregår nedbrydningen i stedet som en fermentering, hvad der giver betydeligt mindre energiudbytte. Ilt-fattige, komprimerede eller oversvømmede jorde får af samme grund en ringe biodiversitet og en langsom omsætning med ophobning af uomsat førne (se højmose).
Forholdet mellem indholdet af kulstof og indholdet af kvælstof − C/N-forholdet − er afgørende for nedbrydningen. Jo mere kulstof der er i førnen, desto langsommere vil den blive nedbrudt. Men kulstofrig førne vil give en større mængde humus som slutprodukt. Det mest træ-agtige har det højeste indhold af kulstof (jf. brændværdien). Urteagtig førne har et lavere indhold, og bælgplanter har det laveste C/N-forhold, man finder blandt planterester. Kun når man undersøger dyrisk førne, finder man et endnu lavere indhold af kulstof over for kvælstof.
Det er væsentligt at bemærke, at førnen næsten altid består af blandet materiale, og at det mest kvælstof-rige (dvs. det mest kulstof-fattige) altid vil blive nedbrudt først. Da kulstoffet i sidste ende tabes som CO2, vil den forholdsvise mængde af kvælstof efterhånden øges i restproduktet. Til slut er der − efter udvaskning eller optagelse af kvælstof og andre mineralske stoffer − en næsten uomsættelig rest, humus.